# Frankelbach
Frankelbach ist eine Ortsgemeinde im Norden des Landkreises Kaiserslautern in Rheinland-Pfalz. Sie gehört der Verbandsgemeinde Otterbach-Otterberg an, innerhalb derer sie gemessen an der Einwohnerzahl die kleinste Ortsgemeinde darstellt.

## Geographie

### Lage
Großräumig gehört das Gebiet zum Nordpfälzer Bergland. Die Universitätsstadt Kaiserslautern, das Zentrum der gesamten Region, ist etwa 16 Kilometer von Frankelbach entfernt, die Kleinstadt Wolfstein etwa 6 Kilometer. Im Norden grenzt die Ortsgemeinde an den Landkreis Kusel. Nachbargemeinden sind – im Uhrzeigersinn – Kreimbach-Kaulbach, Olsbrücken, Sulzbachtal und Rothselberg.
Zu Frankelbach gehören zusätzlich die Wohnplätze Brühlhof, Grubenhof und Bahnhof Olsbrücken.

### Erhebungen und Gewässer
Die Ortsgemeinde liegt in einem linken Seitental der oberen Lauter, das vom Frankelbach durchflossen wird. Letzterer nimmt noch vor Erreichen des Siedlungsgebiets der Gemeinde von links den Haschbach auf. Auf nur drei Kilometern fällt das Tal vom 443 m ü. NN liegenden Galgenberg zur Lauter um 250 m ab.

## Geschichte
Frankelbach teilt im Wesentlichen die Geschichte der gesamten Pfalz. Spuren früher keltischer Siedlungen lassen sich zwar nicht definitiv nachweisen, sind aber zu vermuten. Die Bezeichnung „Teufelsstein“ dürfte auf die Kelten hinweisen. Zudem spricht die Straßenbezeichnung „Ruhling“ für eine alte Römerstraße, die hier entlang lief. Ruhling kommt etymologisch vom Wort „Reuel“, im Pfälzischen „Raul“, was enger, schmaler Durchgang heißt. Raul wiederum kann man vom lateinischen „rivulus“ herleiten. Der Erhalt dieser Bezeichnung spricht für eine Siedlungskontinuität seit der Römerzeit, da die Bezeichnungen für Straßen in der Vergangenheit nur mündlich von Generation zu Generation weitergegeben wurden.
Von 1798 bis 1814, als die Pfalz Teil der Französischen Republik (bis 1804) und anschließend Teil des Napoleonischen Kaiserreichs war, war der Ort in den Kanton Wolfstein eingegliedert. 1815 gehörte Frankelbach zunächst zu Österreich. Nach dem Wiener Kongress wurde er ein Jahr später dem Königreich Bayern zugeschlagen. Von 1818 bis 1862 gehörte die Gemeinde weiterhin dem Kanton Wolfstein an und war Bestandteil des Landkommissariat Kusel, das anschließend in ein Bezirksamt umgewandelt wurde.
Frankelbach gehörte von 1939 an zum Landkreis Kusel. Nach dem Zweiten Weltkrieg wurde der Ort innerhalb der französischen Besatzungszone Teil des damals neu gebildeten Landes Rheinland-Pfalz. Im Zuge der ersten rheinland-pfälzischen Verwaltungsreform wurde Frankelbach in den Landkreis Kaiserslautern umgegliedert. Drei Jahre später folgte die Zuordnung zur neu gebildeten Verbandsgemeinde Otterbach. Seit 1. Juli 2014 ist Frankelbach Bestandteil der Verbandsgemeinde Otterbach-Otterberg.

## Religion
Die Katholiken gehören zum Bistum Speyer, die Evangelischen zur Protestantischen Landeskirche Pfalz.  Protestantischerseits war Frankelbach ab 1731 nach Rothselberg eingepfarrt.

## Politik
Bei Bundestagswahlen gehört Frankelbach zum Wahlkreis Kaiserslautern. Bei Landtagswahlen war die Gemeinde von 1991 bis 2016 Bestandteil des Wahlkreises Kaiserslautern-Land. Seit 2021 gehört sie zum Wahlkreis Kaiserslautern II.

### Gemeinderat
Der Gemeinderat in Frankelbach besteht aus acht Ratsmitgliedern, die bei der Kommunalwahl am 9. Juni 2024 in einer Mehrheitswahl gewählt wurden, und dem ehrenamtlichen Ortsbürgermeister als Vorsitzendem.

### Ortsbürgermeister
Ortsbürgermeister von Frankelbach ist Hans-Peter Spohn. Bei der Direktwahl am 26. Mai 2019 wurde er mit einem Stimmenanteil von 82,58 % wiedergewählt. Bei der Direktwahl am 9. Juni 2024 setzte er sich mit 71,7 % gegen einen Mitbewerber durch.

### Wappen
| Wappen von Frankelbach | Blasonierung: „Von Schwarz und Gold durch eine Schrägwellenline geteilt, oben links ein wachsender rotbewehrter, -bezungter und -bekrönter goldener Löwe, unten rechts ein nach links gewendeter aufgerichteter rotbezungter schwarzer Wolf, begleitet von drei schwarzen Rautensteinen 1:2.“ |
| Wappen von Frankelbach | Wappenbegründung: Es wurde 1975 von der Bezirksregierung Neustadt genehmigt und geht zurück auf ein Siegel von 1743. Der Pfälzer Löwe erinnert an die ehemalige Zugehörigkeit zur Kurpfalz.                                                                                                   |

## Kulturdenkmäler

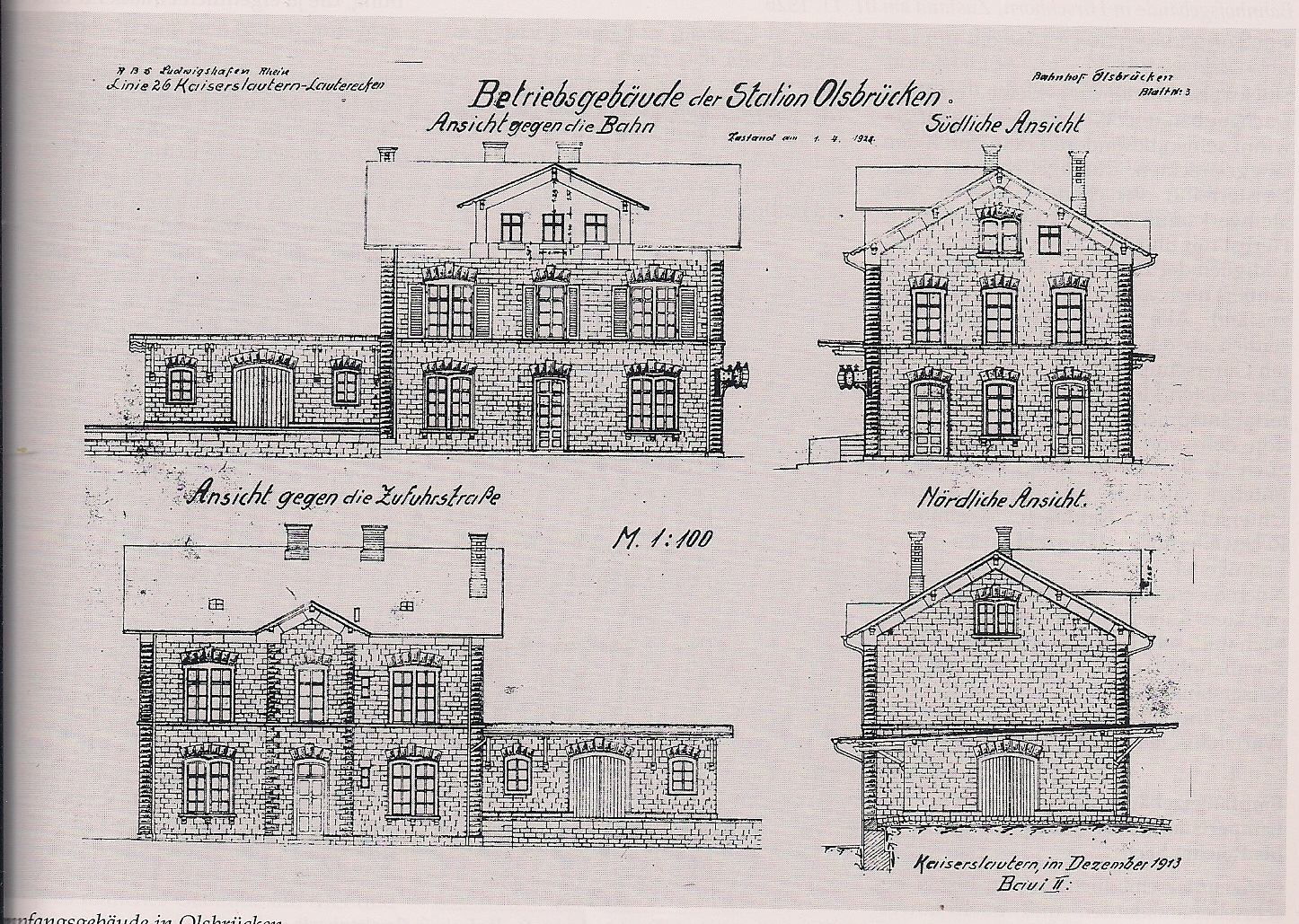
Denkmalgeschütztes Empfangsgebäude des Bahnhof Olsbrücken

Einziges Kulturdenkmal vor Ort ist das frühere Empfangsgebäude des Bahnhof Olsbrücken im Osten der Gemarkung. Eine früher ebenfalls denkmalgeschützte Hofanlage in der Straße Stielweid wurde in Teilen zwischenzeitlich abgerissen.

## Wirtschaft und Infrastruktur

### Wirtschaft
Frankelbach ist eine Pendlergemeinde. Viele Einwohner haben ihren Arbeitsplatz in den Betrieben und Einrichtungen in und um Kaiserslautern.

### Verkehr
Die wichtigste Verkehrsader im Lautertal ist die B 270, die von Kaiserslautern über Wolfstein und Lauterecken nach Idar-Oberstein führt. Von dieser zweigt die  Kreisstraße 27 nach Frankelbach ab. Die Bahnlinie von Kaiserslautern nach Lauterecken nutzt ebenfalls das zum Teil enge Tal der Lauter. Der nächste Autobahnanschluss liegt etwa zwölf Kilometer von Frankelbach entfernt (Kaiserslautern-West an der A 6 von Kaiserslautern nach Saarbrücken).

## Persönlichkeiten
- Helga de la Motte-Haber (* 1938), Musikwissenschaftlerin mit dem Lehrgebiet Systematische Musikwissenschaft, lebte während der Nachkriegszeit in Frankelbach
- Rolf Künne (* 1948), Politiker (SPD), wohnt vor Ort